# اورتون راموس دا سیلوا
اورتون راموس دا سیلوا (به پرتغالی: Everton Ramos da Silva) هافبک، مهاجم اهل برزیل است که در شهر سائوپائولو و در تاریخ ۸ ژوئن ۱۹۸۳ به دنیا آمده‌است.
اورتون راموس دا سیلوا در تیم‌های فوتبال Barueri سابقهٔ حضور دارد.